# Afton Road
Afton Road est une communauté dans le comté de Queens de l'Île-du-Prince-Édouard, à l'ouest de Morell.